# Бондаренко, Станислав Валерьевич
Станислав Валерьевич Бондаренко (родился 29 августа 1987 в Запорожье) — украинский дзюдоист и самбист. В качестве дзюдоиста пятикратный победитель этапов Кубка мира, обладатель Гран-при Будапешт (2016). Победитель (2011) и бронзовый призёр (2012) командных чемпионатов Европы. Участник Олимпийских игр (2012), чемпионатов мира, турниров серии Мастерс, турниров Большого шлема. Неоднократный чемпион Украины. Мастер спорта Украины международного класса. В качестве самбиста обладатель серебряной медали Чемпионата мира (2017).
Выступает за спортобщество «Динамо-Украина».
Тренеры: Бондарчук Андрей, Курганский Андрей, Веритов Александр.
Достижения:
- Победитель этапов Кубков мира — Варшава (2009), Улан-Батор (2009), Прага (2010), Варшава (2011), Мадрид (2014)
- Серебряный призёр этапов Кубка мира — Таллин (2009), Мадрид (2012)
- Обладатель Гран-при — Будапешт (2016)
- Бронзовый призёр Гран-при — Абу-Даби (2010), Роттердам (2010), Москва (2010), Баку (2011), Чеджу (2013), Самсун (2014), Загреб (2016)
- Бронзовый призёр Турниров Большого шлема — Москва (2010), Токио (2015)
- Победитель командного Чемпионата Европы Стамбул-2011
- Серебряный призёр Чемпионата Мира U20 среди юниоров Санто-Доминго (Доминиканская Республика)-2006
- Серебряный призёр Чемпионата Европы U23 среди молодёжи Загреб-2008
- Бронзовый призёр Чемпионата Европы U23 среди молодёжи Зальцбург-2007
- Бронзовый призёр Чемпионата Европы U23 среди молодёжи Анталья-2009
- Чемпион Украины-2012

Окончил Классический приватный университет. Магистр по специальности «Физическое воспитание». Сотрудник Службы безопасности Украины.
- Рост/вес[7]: 198 см, 120 кг
- Техника: правша / kosoto-gake, ko-uchi-gari, uchi-mata
- Школа/клуб: Запорожская областная ШВСМ, спортивный клуб «Металлург»